# Dicranota subsessilis
Dicranota subsessilis är en tvåvingeart som först beskrevs av Alexander 1921.  Dicranota subsessilis ingår i släktet Dicranota och familjen hårögonharkrankar. Inga underarter finns listade i Catalogue of Life.